# Reverchon

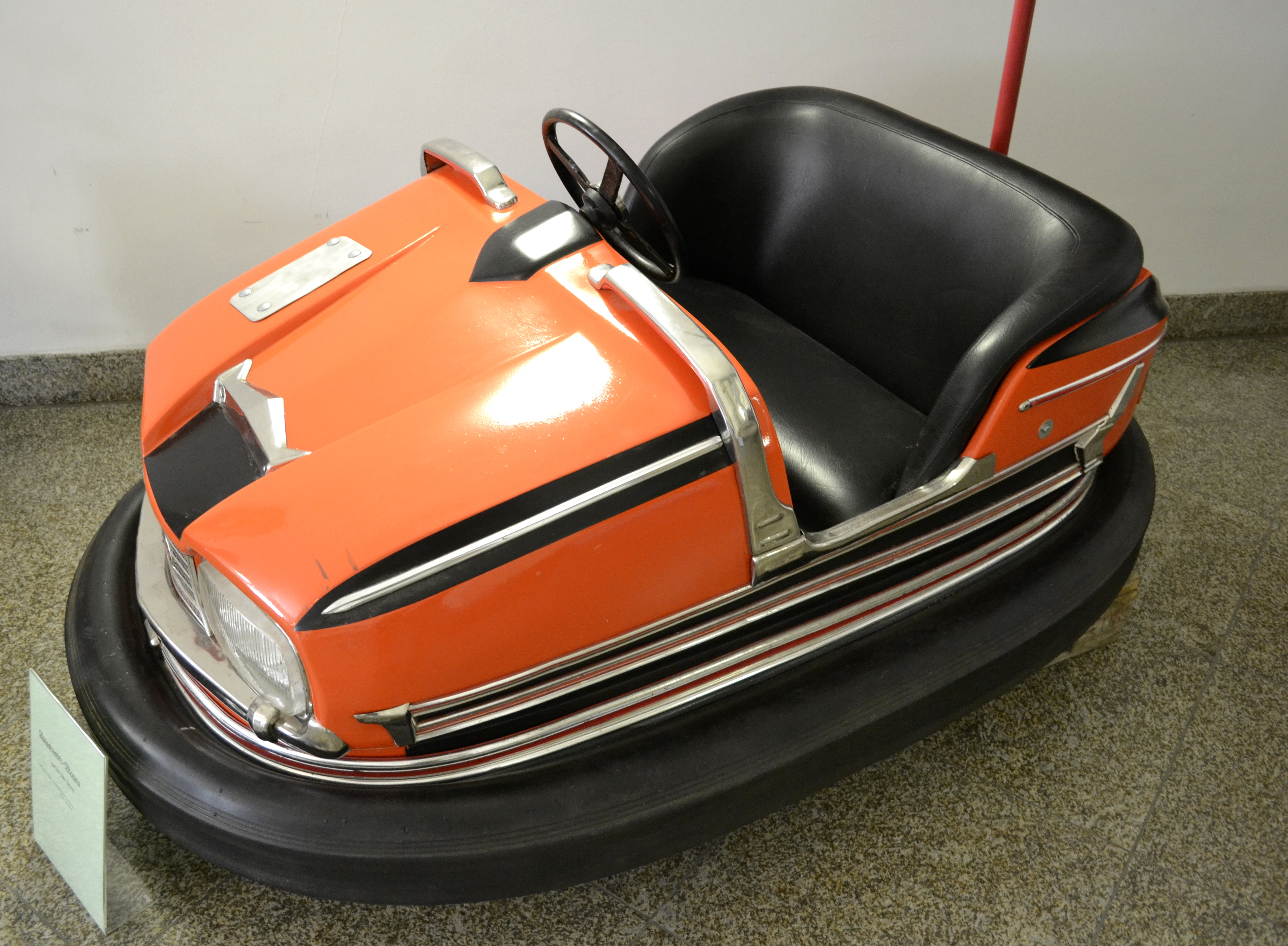
Reverchon Industries produceerde vooral botsautootjes

Reverchon (eerder Reverchon Industries) is een Frans bedrijf dat attracties ontwerpt en bouwt voor attractieparken en kermissen. De attracties zijn over de gehele wereld afgezet. De firma ging in september 2008 failliet, waarop de productieafdeling werd gesloten. In 2016 werd het bedrijf heropgestart door een onderaannemer van het bedrijf.

## Geschiedenis

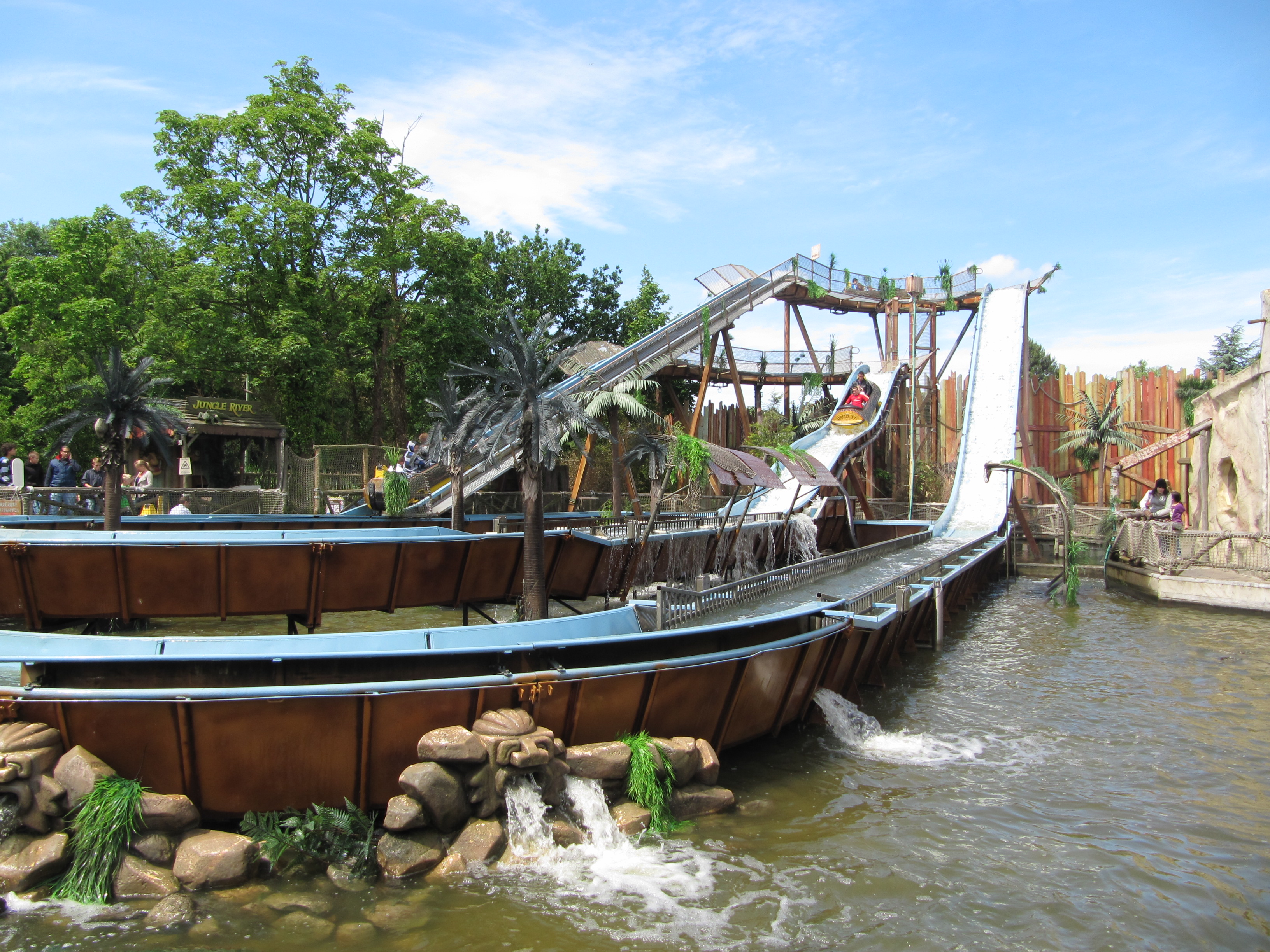
De door Reverchon gebouwde Jungle River

In 1929 opende Gaston Reverchon zijn eigen werkplaats in een buitenwijk van Parijs. Zijn bedrijfje begon goed te lopen toen hij botsautootjes ging fabriceren; in deze tijd bestonden botsautootjes uit niet meer dan een stuurwiel en een zitplaats maar Reverchon plaatste er echte bumpers op. De eerste Reverchon-bumperbotsauto met de typerende metaalkleuren en een ontwerp dat geïnspireerd was op Amerikaanse auto's uit die periode werd een groot succes toen deze op de markt werd gebracht. In 1937 besloot Reverchon niet alleen onderdelen te maken voor botsauto's maar de gehele auto, wat resulteerde in de Télécombat, een klein militair vliegtuigje. Nadat de oorlog tijdelijk de activiteiten van Reverchon had stilgelegd, begon hij in 1956 producten te maken voor attractieparken. Samen met zijn zonen Michel en Christian, die inmiddels als ontwerper en technicus tot de firma waren toegetreden ("Gaston Reverchon" werd "Gaston Reverchon and Sons"), maakte hij een serie botsautotypen en in 1956 was de firma de eerste die polyester gebruikte voor de bumpers van de autootjes.
De periode tussen de jaren 1950 en 1971 was de lucratiefste tijd voor de firma, waarin nieuwe autootjes werden ontworpen en oude ontwerpen verbeterd. De productie-eenheid bevond zich te Samois-sur-Seine, waar ieder jaar 2000 autootjes werden geproduceerd en iedere vijf jaar kwam er een nieuw model op de markt. In 1971 had de firma 270 werknemers in dienst. 1973 was een belangrijk jaar voor Reverchon Industries, omdat Christian Reverchon toen zijn laatste twee nieuwe attracties in Chicago liet zien, de Himalaya en de Paratrooper. Het publiek was heel enthousiast, maar de opbouwtijd voor de attracties was lang (drie dagen voor drie man). Reverchon Industries ontwikkelde plannen om zijn afzetmarkt te vergroten. In 1976 werd een attractie geplaatst in Parc Bagatelle in Frankrijk en in 1978 kwam Reverchon met een nieuw bumpersysteem, waarbij gebruik werd gemaakt van hydrauliek. Dit systeem scheelde de eigenaar van de attractie veel tijd en mankracht in de opbouw van de attractie. 
In 1990 werd de eerste Reverchon-achtbaan geplaatst in Le Pal (Frankrijk) en in 1997 werd de eerste Crazy Mouse-achtbaan geplaatst in Dinosaur Beach in Wildwood. In 2003 werd een overeenkomst gesloten tussen Alberto Zamperla en Gilles Reverchon; Zamperla zou voortaan Reverchonproducten gaan maken en fabriceren, maar al in 2005 werd deze overeenkomst ontbonden. In 2008 vroeg Reverchon faillissement aan en werden de productie-eenheden gesloten. Op 26 september 2008 hield de firma op te bestaan. 
In 2016 werd door een onderaannemer het bedrijf heropgestart. Sindsdien heeft het een nieuw achtbaantype ontworpen, de Spinning Coaster. Dit is een doorontwikkeling van de oude Wildemuis-achtbanen. 